# BC Teutonia 1902 Erfurt
BC Teutonia 1902 Erfurt was een Duitse voetbalclub uit de stad Erfurt.

## Geschiedenis
De club werd in 1902 opgericht. Vanaf 1905 ging de club in de Thüringse competitie spelen. De competitie werd als zwakker beschouwd en werd daardoor als tweede klasse ingedeeld. De club werd laatste in 1906. Een jaar later eindigden ze op de tweede plaats na SC Erfurt 1895. In 1907 werd de competitie opgewaardeerd tot hoogste klasse en de club eindigde op de derde plaats. Het volgende seizoen werd de reeks in drie groepen verdeeld en Teutonia eindigde tweede in groep 1 achter het oppermachtige SC Erfurt. In 1909 werd de competitie opgesplitst en ging de club in de Noord-Thüringse competitie spelen. De club speelde in de middenmoot. Nadat SV Germania Erfurt in 1912 degradeerde besloten beide clubs de krachten te bundelen en fuseerden tot SpVgg 02 Erfurt.